# José María Carreño
José María Carreño, född 1792, död 1849, var verkställande samt senare även reell president i Venezuela.
Carreño är känd för att ha lånat ut sin tröja till Simón Bolívar, precis efter dennes död. Han var också frimurare av 30:e graden.